# Parlamento de Navarra

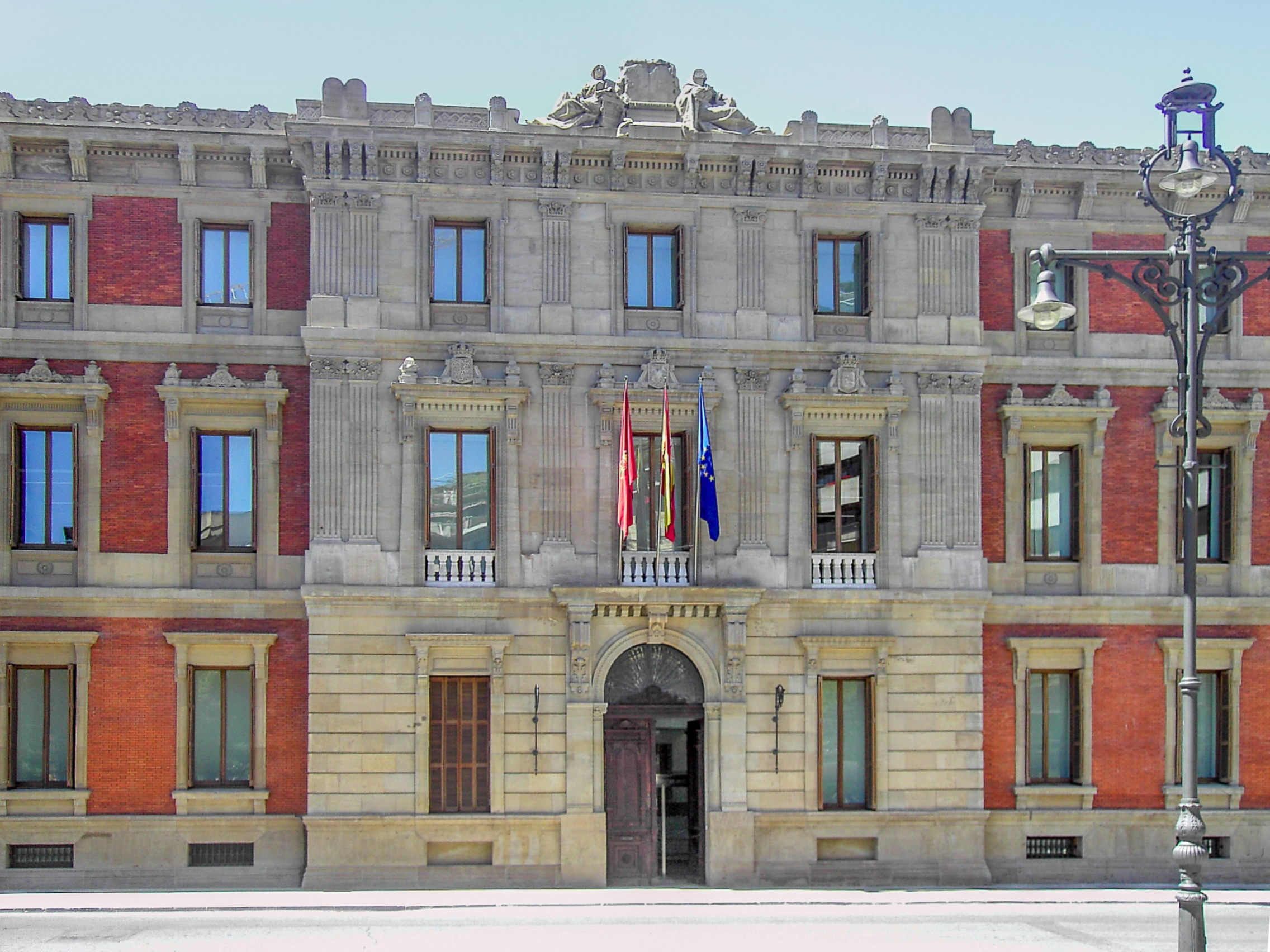
O Parlamento

O Parlamento Foral de Navarra ou Cortes de Navarra (Nafarroako Parlamentua) é o órgão legislativo da Comunidade Foral de Navarra.
O Parlamento foi criado pelo "Melhoramento" de 1982, propõe a democratização das instituições existentes até então.
Desde sua criação e durante o franquismo, havia seguido a Deputação Provincial de Navarra tal como foi definida na Lei de Modificação de Foros de 1841, composta por sete deputados, eleitos por merindades. Existia desde 1898 um órgão assessor em matérias financeira e de administração municipal: o Conselho Foral Administrativo. Em 1978, para democratizar as instituições forais, propõe que o Conselho Foral estivesse integrado por 119 conselheiros, 50 eleitos por sufrágio universal e 60 pelos municípios, aos que se adicionariam os cinco deputados ao Congresso e os quatro senadores eleitos em Navarra. Exerceria funções normativas e elegeria os membros da Deputação.
Finalmente o Melhoramento estabelece a instituição do Parlamento ou Cortes de Navarra no artigo 10 e o regula nos artigos do 11 ao 22. É a instituição legislativa da Comunidade, seus membros são eleitos por sufrágio universal, para um período de quatro anos e não devem ser menos de 40 nem mais de 60 (atualmente são 50). Os parlamentares contam com foro de inviolabilidade pelos votos e opiniões emitidos no desenvolver de suas funções.

## Funções
- Representação do povo navarro;
- Poder legislativo;
- Aprovação de orçamentos e contas de Navarra;
- Eleger o Presidente do Governo de Navarra;
- Controle do Governo de Navarra;
- Designação de senadores autonômicos;
- Nomeação do "Defensor do Povo";
- Nomeação do Presidente da Câmara;
- Exercer a iniciativa prevista na Disposição transitória da Constituição espanhola de 1978;
- Exercer a iniciativa de parar a separação da Comunidade Autônoma na que se havia incorporado.

## Sede
O edifício do Parlamento se encontra situado no reabilitado edifício da Antiga Audiência, em Pamplona.

## Composição
O Parlamento está composto por 50 parlamentares. Após as eleições de 27 de maio de 2007 ficou formado da seguinte maneira:
- União do Povo Navarro (UPN): 22 assentos.
- Nafarroa Bai (NaBai): 12 assentos.
- Partido Socialista de Navarra (PSN-PSOE): 12 assentos.
- Convergência de Democratas de Navarra (CDN): 2 assentos.
- Esquerda Unida (IUN-NEB): 2 assentos.

## Presidentes
Seu primeiro Presidente foi Manuel de Irujo, histórico nacionalista basco. O anterior foi Rafael Gurrea (UPN), e atualmente a Presidente para a legislatura 2007-2011 é Elena Torres (PSN).